# Orthopristis cantharinus
Orthopristis cantharinus és una espècie de peix pertanyent a la família dels hemúlids.

## Descripció
- Pot arribar a fer 38 cm de llargària màxima.
- 12 espines i 15-16 radis tous a l'aleta dorsal i 3 espines i 12 radis tous a l'anal.[5][6]

## Hàbitat
És un peix marí, demersal i de clima tropical que viu entre 20 i 40 m de fondària.

## Distribució geogràfica
Es troba al Pacífic oriental central: des de la Baixa Califòrnia (Mèxic) fins a l'Equador, incloent-hi les illes Galápagos.

## Ús comercial
Es comercialitza fresc.

## Observacions
És inofensiu per als humans.